# Maria Júdice da Costa
Maria Resende Júdice da Costa, mais conhecida pelo nome artístico de Maria Júdice, (Lisboa, 12 de Junho de 1870 - 16 de Maio de 1960) foi uma cantora lírica portuguesa.

## Biografia

### Nascimento e formação
Nasceu na cidade de Lisboa em 12 de Junho de 1870, filha de António Maria Júdice da Costa, oficial do Ministério da Fazenda e originário de uma família algarvia.
Mostrou os seus dotes musicais desde a infância, tendo cantado em público pela primeira vez aos seis anos, numa festa infantil na vila de Portimão, onde recitou a obra A Judia de Tomás Ribeiro com grande sucesso.
Matriculou-se no curso de piano do Conservatório de Música de Lisboa, embora tenha mudado depois para o de canto, por exortação do maestro Melchior Oliver. Demonstrou um grande talento para o canto, tendo recebido prémios todos os anos em que esteve naquele curso, e a primeira aluna a sair já preparada para seguir uma carreira como cantora lírica. No final do curso, cantou na ópera La Cenerentola para cerca de 500 pessoas, onde foi muito aplaudida.

### Carreira artística
Aos 17 anos, cantou ao público pela primeira vez, num evento da imprensa a favor das vítimas do desastre do Teatro Baquet. Actuou depois num concerto promovido pelo governo durante a visita do Rei da Suécia a Portugal, onde cantou a cavatina da ópera Semiramis. O monarca ficou tão admirado com a tenra idade de Maria Júdice, que a chamou depois à tribuna real, tendo sido igualmente elogiada pela rainha D. Amélia de Orleães. Participou depois em vários concertos de beneficiência, sempre com muito sucesso.
Fez a sua estreia profissional em 31 de Janeiro de 1890, aos vinte anos, no Teatro de São Carlos, cantando na ópera La Gioconda de Amilcare Ponchielli, onde foi muito aclamada. Foi depois para Itália, em conjunto com a sua irmã Hortênsia, para melhorar o seu canto lírico.
Em 1896, esteve na cidade de Lagos, para actuar durante dois dias no teatro Gil Vicente. Viajou por toda a Europa e em diversas nações americanas como soprano dramático, tendo estado por exemplo em São Petersburgo. Fez uma audição privada para o Czar e a corte da Rússia, pela qual recebeu vários presentes. Foi considerada uma das melhores intérpretes das óperas de Richard Wagner, especialmente no papel de Bunilda na peça A Valquíria. Nos finais da Década de 1920, actuou em teatro declamado em Lisboa, onde atingiu um grande sucesso junto do público.
Também foi actriz de cinema em dois filmes, no Mulheres da Beira no papel de madre superiora, e no Fátima Milagrosa como marquesa de Vinhais, este último estreado em 12 de Maio de 1928.
Também exerceu como professora de canto.
Em 1939, Maria Júdice da Costa partiu para Itália a bordo do paquete Saturnia, para se alojar na Casa di Riposo per Musicisti, criada por Giuseppe Verdi em Milão.

### Falecimento e família
Regressou depois a Portugal, onde faleceu 16 de Maio de 1960, aos 89 anos.
Casou com o tenor italiano Guglielmo Caruson, tendo tido dois filhos e uma filha, Brunilde Júdice, que também se destacou como actriz, tendo por algumas vezes contracenado com a sua mãe.

## Homenagens
Maria Júdice da Costa foi uma das artistas homenageadas na exposição Mulheres Algarvias do Teatro e do Cinema, no Centro Cultural de Lagos, onde foram apresentadas algumas fotografias suas, cedidas pelo Museu do Teatro. Recebeu o título de sócia honorária da Academia Musical de Lisboa.